# Championnats de France de pétanque 2014
Navigation
Édition précédente Édition suivante
Les championnats de France de pétanque 2014 est une édition des championnats de France de pétanque. 

## Présentation
Cette compétition constitue la 69e édition du triplette sénior masculin, la 45e édition du doublette sénior masculin, la 49e édition du tête à tête sénior masculin, la 12e édition du triplette sénior féminin, la 39e édition du doublette sénior féminin, la 1er édition du tête à tête sénior féminin, la 22e édition du doublette sénior mixte, la 58e édition du triplette junior, la 46e édition du triplette cadet, la 31e édition du triplette minime et la 20e édition du triplette vétéran. Elle se déroule à Brive-la-Gaillarde (Corrèze) du 28 au 29 juin 2014 pour le triplette sénior masculin ; à Saint-Avold (Moselle) du 21 au 22 juin 2014 pour le doublette sénior masculin et tête à tête sénior féminin ; à Gruissan (Aude) du 7 au 8 juin 2014 pour le tête à tête sénior masculin et doublette sénior féminin ; à Laval (Mayenne) du 6 au 7 septembre 2014 pour le triplette sénior féminin ; à Colomiers (Haute-Garonne) du 12 au 13 juillet 2014 pour le doublette sénior mixte ; à Soustons (Landes) du 23 au 24 août 2014 pour le triplette junior, cadet et minime ; et à Mende (Lozère) du 13 au 14 septembre 2014 pour le triplette vétéran.

## Résultats

### Triplette vétéran
Roger Dreure
Roger Popineau
Gerard Labbé

## Palmarès
| Catégorie                   | Vainqueur(s)                                              | Finaliste(s)                                                |
| --------------------------- | --------------------------------------------------------- | ----------------------------------------------------------- |
| Triplette sénior masculin   | Stéphane Berlier, Philippe Rouquie et Jean-Michel Ferrand | Henri Lacroix, Bruno Le Boursicaud et Michel Loy            |
| Doublette sénior masculin   | Henri Lacroix et Bruno Le Boursicaud                      | Gaylord Renard et Christophe Duville                        |
| Tête à tête sénior masculin | Dylan Rocher                                              | Jean-François Maillot                                       |
| Triplette sénior féminin    | Audrey Bandiera, Ludivine d'Isidoro et Sylviane Ramos     | Enora Gardan, Angélique Dufrost et Alexandra Coore          |
| Doublette sénior féminin    | Valérie Labrousse et Rosine Bagilet                       | Elodie Esteve et Tina Valero                                |
| Tête à tête sénior féminin  | Laurence Morotti                                          | Sonia Sanchez                                               |
| Doublette sénior mixte      | Johanna Gomes et Alban Gambert                            | Christine Saunier et Dylan Rocher                           |
| Triplette junior            | Antoine de Macedo, Enzo Pinto et Valentin Beulama         | Jonathan Ouerney Casanova, Marius Toupain et Wesley Molinas |
| Triplette cadet             | Guillaume Bugnet, Thomas Hubatz et Lucas Desport          | Lucas Guinouard, Djamel Michelet et Dylan Wenterstein       |
| Triplette minime            | Océane Lovatel, Chum Brun et Matt Fayard                  | Mathys Flaugere, Randy Peyrol et Enzo Bernal                |
| Triplette vétéran           | Gérard Labbe, Roger Popineau et Roger Dreure              | Michel Munier, Jean Weber et Michel Peiffer                 |

En Italique : Féminine dans les catégories jeunes